# Ctenitis sotoana
Ctenitis sotoana är en träjonväxtart som beskrevs av A. Rojas. Ctenitis sotoana ingår i släktet Ctenitis och familjen Dryopteridaceae. Inga underarter finns listade.